# Domenico Adinolfi
Domenico Adinolfi, né à Ceccano le 20 juin 1946, est un boxeur et un acteur italien qui a été champion d'Italie et d'Europe dans les rangs professionnels en poids lourds-légers et poids lourds.

## Biographie
Au début des années 1970, Domenico Adinolfi devient champion d'Italie dans la catégorie des poids mi-lourds en battant par KO Giulio  Rinaldi. Le 4 décembre 1974 à  Campione, il bat Karl Heinz Klein et devient champion d'Europe des poids lourds, titre qu'il perd à Zagreb en 1976 face à Mate Parlov. En août 1980 à Norcia, il bat Giovanni De Luca et devient champion d'Italie des poids lourds. Adinolfi arrête sa carrière en 1982 après 64 combats dont 51 victoires, 9 défaites, 3 nuls et 1 sans décision.

## Filmographie partielle
- 1982 : Grand Hotel Excelsior de Castellano et Pipolo